# Chorbogen

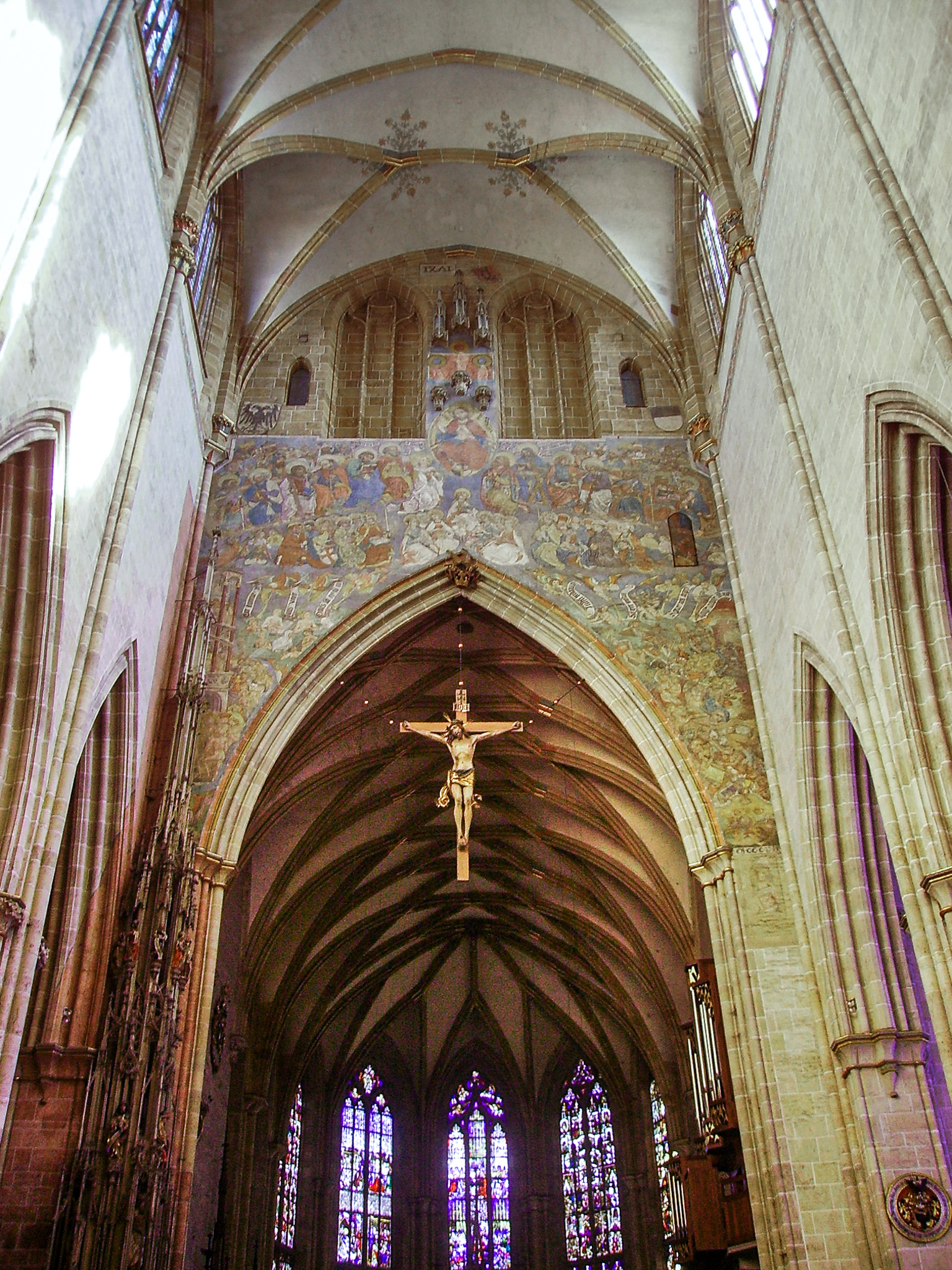
Bemalter spätgotischer Chorbogen im Ulmer Münster mit Chorbogen-Kruzifix

Ein Chorbogen ist in der Architektur von Kirchen ein Gurtbogen, der einen Chor vom Langhaus bzw. der Vierung abtrennt.

## Architektur
Der Chorbogen ist oft tiefer gezogen als das Gewölbe von Chor und Kirchenschiff, um die Abgrenzung der Räume zu verdeutlichen. In zahlreichen Kirchen befindet sich im Chorbogen ein sogenanntes Chorbogen-Kruzifix. Der Chorbogen entwickelte sich aus dem Triumphbogen der frühchristlichen Basilika. Besonders oft ist er in der romanischen Architektur als Rundbogen und in der gotischen Architektur als Spitzbogen anzutreffen. In Kirchen mit Querhaus entspricht dem Chorbogen zwischen Chor und Vierung oft ein Vierungsbogen zwischen Vierung und Langhaus sowie ggfs. weitere zwischen der Vierung und den Querhausarmen.

## Glockengiebel
An französischen und spanischen Kirchenbauten erhebt sich in seltenen Fällen außen über dem Chorbogen ein Glockengiebel.

## Beispiele

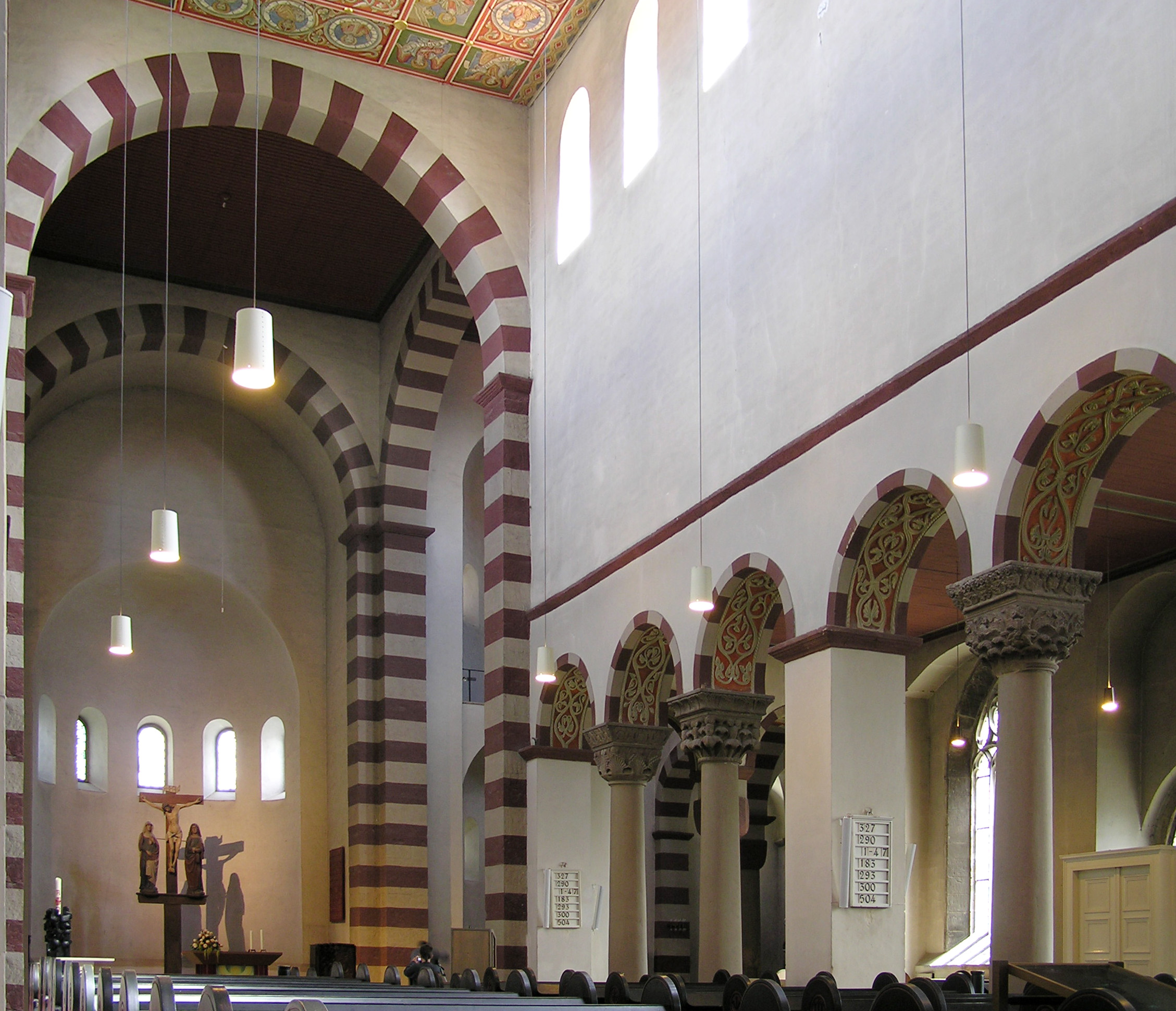
Vierung mit Chorbogen und Vierungsbögen in der flach gedeckten Michaeliskirche (Hildesheim)
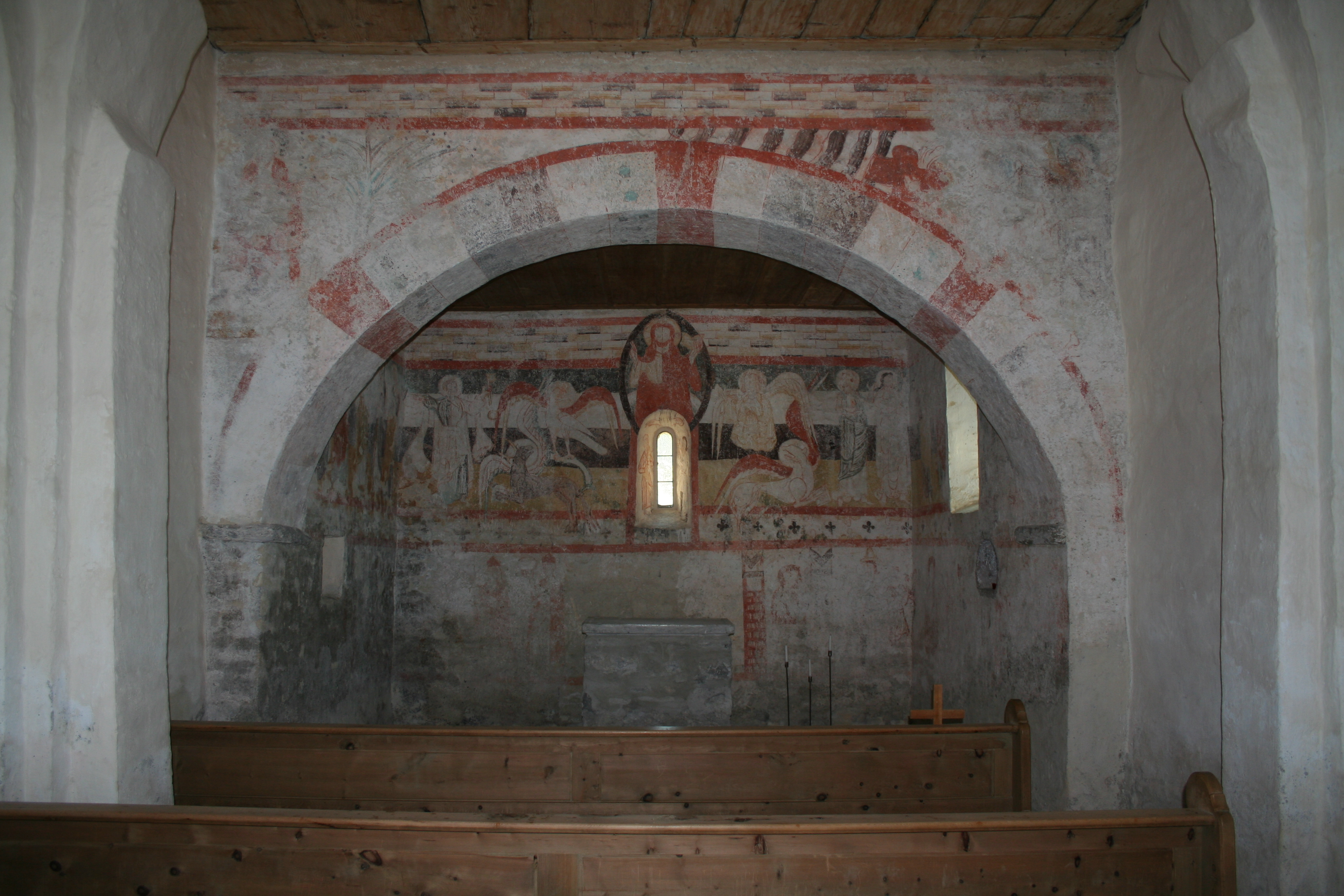
Romanischer Chorbogen in der Kapelle St. Lorenz in Paspels
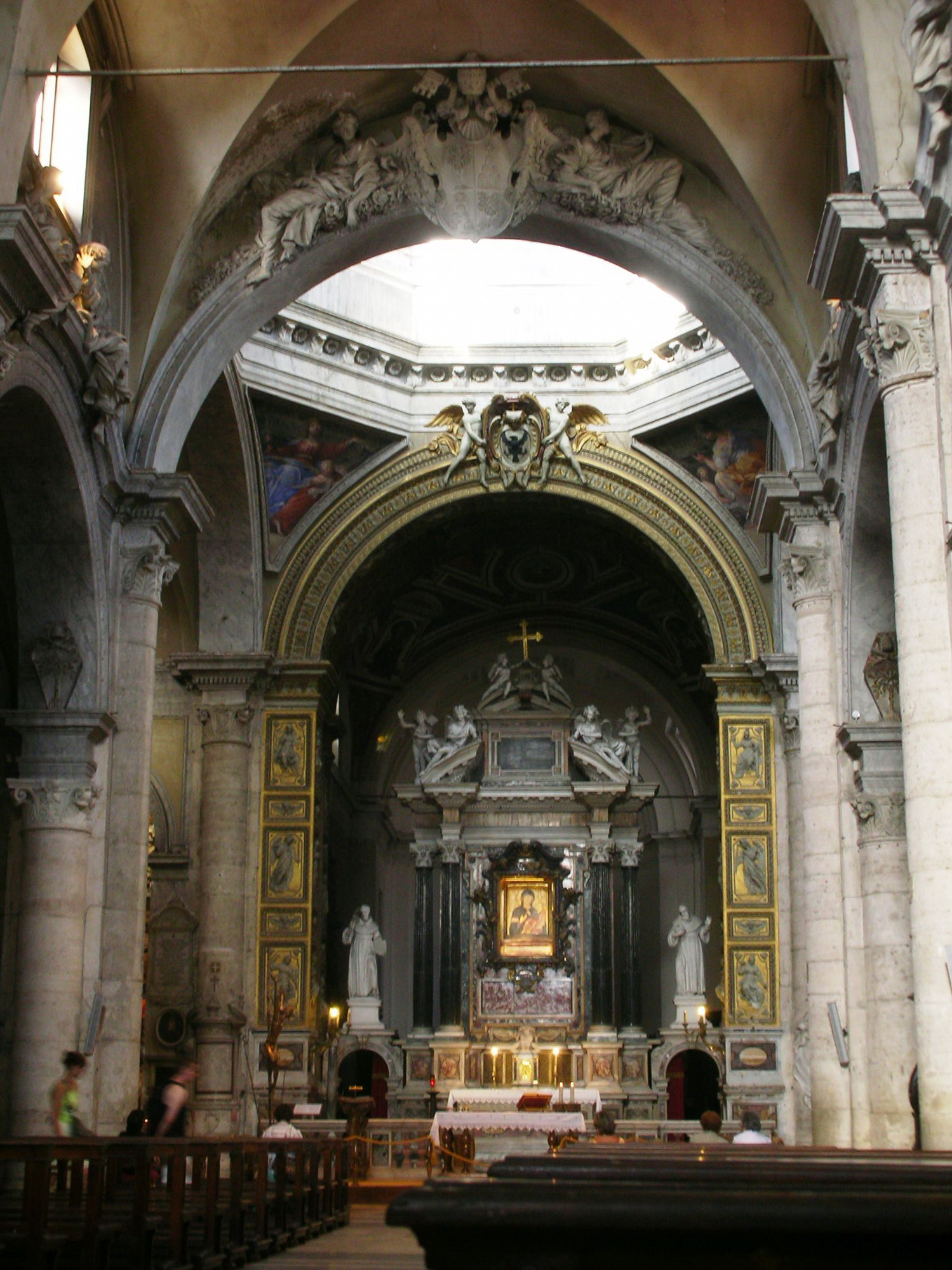
Goldener Renaissance-Chorbogen unter der Kuppel der Kirche Santa Maria del Popolo in Rom
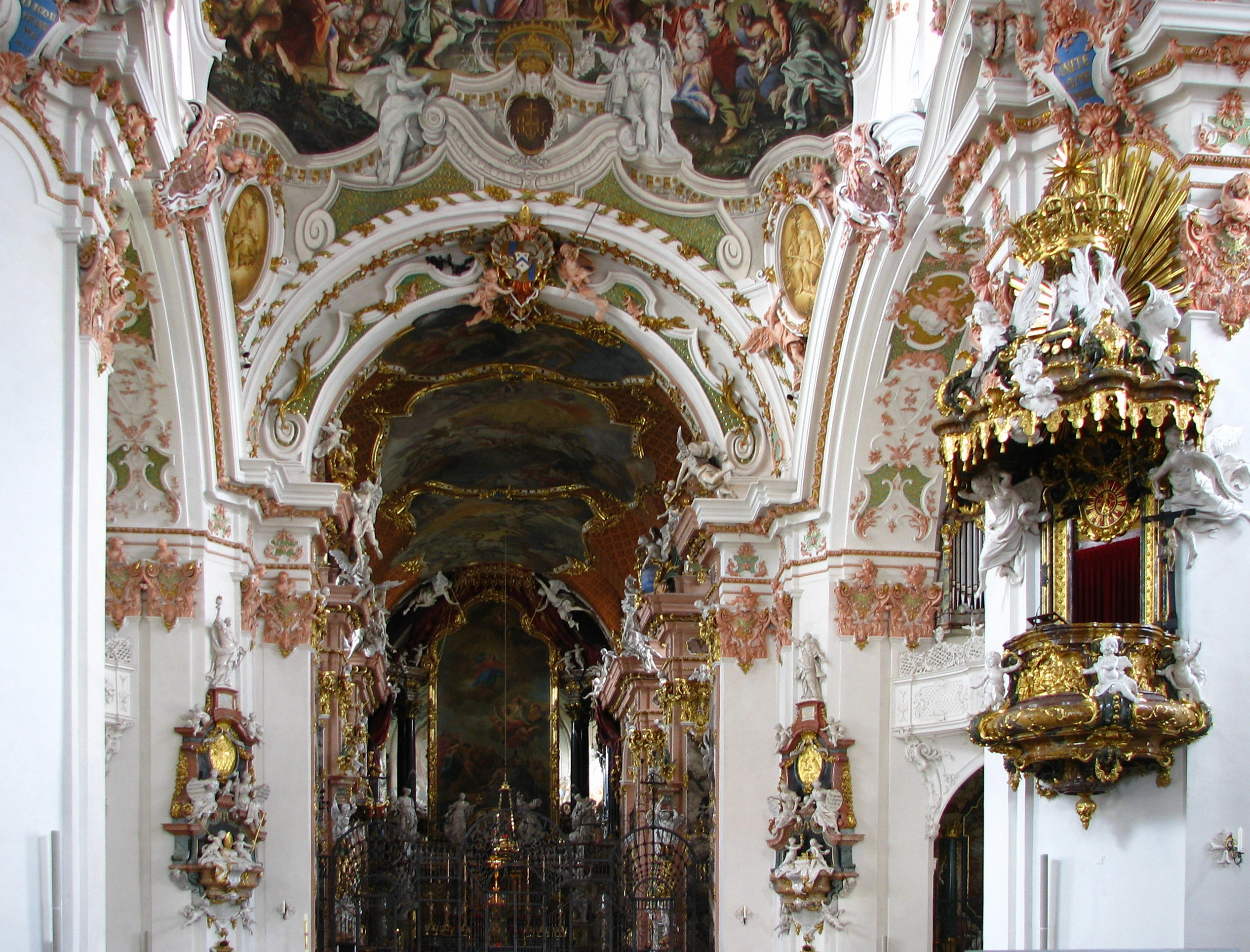
Barocker Chorbogen in der Klosterkirche Einsiedeln